# Hudak Peak
Hudak Peak ist ein 1440 m hoher Berg in der Heritage Range des Ellsworthgebirges im westantarktischen Ellsworthland. Er ragt unmittelbar südlich des Plummer-Gletschers in den Douglas Peaks auf.
Das US-amerikanische Advisory Committee on Antarctic Names benannte ihn 2004 nach dem Geologen Curtis M. Hudak, einem Mitglied einer Expedition des United States Antarctic Program ins Ellsworthgebirge von 1979 bis 1980.